# Шангла (округ)
Шангла (урду ضلع شانگلہ‎, англ. Shangla District) — один из 25 округов пакистанской провинции Хайбер-Пахтунхва. До 10 июля 1995 года Шангла был частью округа Сват. Общая площадь округа составляет 1 586 км². Население Шанглы говорит на пушту.

## Географическое положение
Шангла граничит с округом Кохистан на севере, с Баттаграмом и Кала-Дака на востоке, со Сватом на западе и с Бунером на юге.

## Экономика
Шангла — самый бедный округ в Хайбер-Пахтунхве и один из самых бедных округов в стране.

## Население
Согласно переписи населения в 1998 году, в округе проживало 435 563 человек, с ежегодным приростом населения в 3.3%. Плотность населения составляет 274 человека на км².